# Golestan (stad)
För andra betydelser, se Golestan
Golestan (persiska گلستان) är en stad i norra Iran. Den ligger i provinsen Teheran och har cirka 240 000 invånare.